# Tiliviche
Tiliviche es una localidad situada en la comuna de Huara, en la región de Tarapacá, en el norte de Chile. Se encuentra a 125 km al este de Iquique, en la Cordillera de Los Andes,  a una altitud de 3569 metros de altitud sobre el nivel del mar, y posee actualmente 19 habitantes. La quebrada forma parte del sistema hidrográfico de la provincia del Tamarugal y permite el desarrollo de actividades agrícolas en un entorno predominantemente árido.

## Hidrografía
La quebrada desemboca, cuando trae suficiente agua, en la quebrada Camiña. 

## Historia
Luis Risopatrón describe en su Diccionario Jeográfico de Chile de 1924:: 880 
Tiliviche (Aldea) 19° 33' 69° 58' Ofrece bonitos árboles, flores, alfalfa, maiz, toda clase de legumbres i hortalizas, es el lugar de paseo de los salitreros i se encuentra en el valle del mismo nombre, a unos 10 kilómetros hacia el N del caserío de Zapiga; la estación del ferrocarril que se proyecta construir, quedaría a 1 038 m de altitud. 62. ii, p. 385; 68. p. 246; 87, p. 927; 104, p. 45 i perfil; 149, i, p. 141; 155, p. 816; i 156; lugarejo en 77, p. 110; oasis en 2. 7, p. 217; i hacienda en 63, p. 92.
Tiliviche (Quebrada de) 19° 33' 70° 09' Contiene los oasis de Tiliviche i Quiuña, corre hacia el W i presenta una estrechura al W del primero, formada por el derrumbadero del costado N; está, poblada de molles, tamarugos i otros árboles frondosos, así como chucas, soronas, otros arbustos i pastos. Es profunda en la sección de Saya, en la que corre entre flancos abruptos i ásperos, de los que se han desprendido piedras de todos tamaños, que yacen en el fondo, en montones informes o en capas espesas, continúa al W sin terreno 'cultivable i deshabitada i presenta una angostura de 2 m de ancho en el fondo, a unos 5 kilómetros de la ribera del mar. en la que desemboca, al N del puerto de Pisagua. 2. 1, p. 212 i 217; 77, p. 110.; 94, p. 99; 155, p. 816; i 156.
Zapiga (Quebrada de) . 19° 36' 70° 00' Presenta una pequeña laguna en su nacimiento, en la pampa del Tamarugál, ofrece un manantial que da 136 m3 en 24 horas, de agua no buena, aunque se ha bebido, corre hacia el W i va a unirse con la quebrada de Tiliviche, al N del lugarejo de San Roberto. 96, p. 62; i 77, p. 120; i quebradura en 95, p. 46.
Brañez (Vertiente) 19° 38' 69° 57'. Produce un chorro permanente de agua, que da 42 m³ en 24 horas i se encuentra en la cabecera de la quebrada de Zapiga. 95, p. 39; i 149, i, p. 135.
Parte de su historia está asociada a La Hacienda de Tiviliche, perteneciente desde mediados del siglo XIX a empresarios ingleses vinculados a la explotación salitrera. Hoy en día únicamente quedan como vestigios de este período la casa patronal de la hacienda y un cementerio (monumento histórico nacional). En la actualidad existe un empredimiento de un Descendiente de los Ingleses Cristian Keith, Hacienda Tiliviche, que ha creado una pequeña Hostería y paseos por los sectores más llamativos del lugar.
Diferentes elementos llevaron a que se levantara en esta zona uno de los cementerios más importantes de la colonia inglesa del país. Primero que todo, existía una abundante población inglesa asentada entre Zapiga y Huara, de empresarios mineros que se concentraron en el lugar posterior a la guerra del Pacífico. Otro factor fue la lejanía del cementerio de Iquique, junto con la ausencia en la pampa de cementerios organizados. En 1876 proceden a fundar un cementerio propio emplazado en la ladera norte del estero, sector caracterizado por la presencia de un número considerable de tamarugos.[cita requerida]
El camposanto Cementerio Británico en Hacienda Tiliviche posee unos 3 mil metros cuadrados aproximadamente y está cercado por una reja de fierro forjado, sostenida por un pequeño muro de piedra. Su acceso principal está compuesto por una puerta cancela de reja metálica de dos hojas, sobre la cual se sostiene un arco de medio que indica British Cemetery. Algunas sepulturas están rodeadas por rejas, mientras que la mayoría cuenta con sencillas cruces de fierro, piedra y madera. Producto del clima desértico, al igual que otros cementerios del norte las flores y otros ornamentos están fabricados en papel y metal. Dentro de los nichos destacan algunas lápidas de mármol esculpidas en Europa, junto a esculturas del mismo material, pertenecientes a reconocidos personajes de la historia de la pampa. Algunos personajes destacados son James T. Humberstone (padre de la industria salitrera chilena) o Henry North. Actualmente contiene alrededor de 120 sepulcros, principalmente de ingleses y otros europeos en la época de apogeo del salitre. Se registra como fecha del último entierro el año 1974. Dos años después, al cumplir cien años este recinto fue declarado Monumento Histórico.
Decreto 582 (1976): Otras denominaciones: cementerio de los ingleses en hacienda Tiliviche Decretos: Decreto N.º 582 (1976) Localización: Tarapacá, Tamarugal, Huara Referencia Localización: Ubicado en la Hacienda Tiliviche con Ruta 5 Categoría: Monumentos Históricos Tipología: Inmueble Equipamiento Funerario.
En el mismo cementerio se encuentran sepultados 60 soldados chilenos y peruanos muertos durante la llamada guerra del Pacífico entre Chile-Perú-Bolivia; se desconocen sus nombres.
Tiliviche formó parte de una ruta de caravanas prehispánicas de 150 km, que conectó a los oasis de Pica con la costa del océano Pacífico.
De esta época son sus geoglifos. El grupo de figuras representadas (camélidos) ocupa una ladera que desciende hacia la quebrada de Tiliviche por su flanco norte, aprovechando un área despejada, con un sustrato superficial blanquizco que permite confeccionar dibujos mediante adición de rocas de color negro obtenidas de las vecindades.
La mayoría de los geoglifos fueron realizados durante el período del Desarrollo Regional (900-1450 años d. C.).